# Байтальська сільська рада
Байта́льська сільська́ ра́да — колишня адміністративно-територіальна одиниця та орган місцевого самоврядування в Ананьївському районі Одеської області. Адміністративний центр — село Байтали.

## Загальні відомості
- Територія ради: 72,52 км²
- Населення ради: 917 осіб (станом на 2001 рік)
- Територією ради протікає річка Тилігул

## Населені пункти
Сільській раді були підпорядковані населені пункти:
- с. Байтали

## Населення
За переписом населення 2001 року в сільській раді мешкало 909 осіб.

### Мова
Розподіл населення за рідною мовою за даними перепису 2001 року:
| Мова       | Відсоток |
| ---------- | -------- |
| українська | 92,8 %   |
| російська  | 3,6 %    |
| молдовська | 2,94 %   |
| білоруська | 0,44 %   |
| болгарська | 0,11 %   |

## Склад ради
Рада складалася з 12 депутатів та голови.
- Голова ради: Греденюк Наталія Стефанівна
- Секретар ради: Колесниченко Зінаїда Анатоліївна

### Керівний склад попередніх скликань
| Прізвище, ім'я, по батькові | Основні відомості                                                                       | Дата обрання | Дата звільнення |
| --------------------------- | --------------------------------------------------------------------------------------- | ------------ | --------------- |
| Греденюк Наталія Стефанівна | Сільський голова, 1963 року народження, освіта середня спеціальна, член Народної партії | 26.03.2006   | 31.10.2010      |
| Греденюк Наталія Стефанівна | Сільський голова, 1963 року народження, освіта середня спеціальна, член Партії регіонів | 31.10.2010   |                 |

Примітка: таблиця складена за даними сайту Верховної Ради України

### Депутати
За результатами місцевих виборів 2010 року депутатами ради стали:

#### За суб'єктами висування
| Суб'єкт висування | Кількість обраних депутатів | %   |
| ----------------- | --------------------------- | --- |
| Самовисування     | 12                          | 100 |

#### За округами
| № округу | Прізвище, ім'я, по батькові      | Дата визнання обраним | Освіта             | Партійна приналежність      | Відомості про обраного депутата             |
| -------- | -------------------------------- | --------------------- | ------------------ | --------------------------- | ------------------------------------------- |
| 1        | Крисак Олександр Володимирович   | 03.11.2010            | вища               | член Партії Зелених України | лісництво с. Жеребкове, майстер             |
| 2        | Тюртюрбек Олена Василівна        | 03.11.2010            | середня спеціальна | позапартійна                | будинок «Милосердя», молодша медична сестра |
| 3        | Голтуренко Лариса Павлівна       | 03.11.2010            | середня спеціальна | член Партії регіонів        | пенсіонер                                   |
| 4        | Цинкан Валентина Гаврилівна      | 03.11.2010            | середня спеціальна | член Партії регіонів        | будинок культури, директор                  |
| 5        | Степул Галина Михайлівна         | 03.11.2010            | середня            | член Партії регіонів        | будинок «Милосердя», завідувачка            |
| 6        | Колесниченко Зінаїда Анатоліївна | 03.11.2010            | середня спеціальна | член Партії регіонів        | Байтальська сільська рада, секретар         |
| 7        | Жосан Тетяна Василівна           | 03.11.2010            | середня спеціальна | позапартійна                | бібліотека с. Байтали, бібліотекар          |
| 8        | Плевако Людмила Петрівна         | 03.11.2010            | середня спеціальна | член Партії регіонів        | відділ зв'язку с. Байтали, начальник        |
| 9        | Арват Анатолій Петрович          | 03.11.2010            | середня спеціальна | член Партії регіонів        | , електромонтер                             |
| 10       | Мойсєєва Світлана Василівна      | 03.11.2010            | вища               | позапартійна                | загальноосвітня школа с. Байтали, завуч     |
| 11       | Кольчак Тетяна Миколаївна        | 03.11.2010            | середня спеціальна | позапартійна                | тимчасово не працює                         |
| 12       | Бондар Наталя Олександрівна      | 03.11.2010            | середня спеціальна | позапартійна                | будинок «Милосердя», молодша медична сестра |